# Nick Van der Westerlaken
Nick Van Der Westerlaken (6 juni 1985) is een Belgische voetballer die speelt bij Rupel Boom FC. Zijn positie is aanvallende middenvelder/aanvaller.
De middenvelder/flankaanvaller speelt sinds 2006 bij Rupel Boom FC en is een jeugdproduct van Antwerp FC. Alvorens naar Rupel Boom FC te komen speelde hij eerst nog een tijdje bij KFCO Wilrijk waar hij ook als jeugdspeler actief was.

Inmiddels is hij bij Rupel Boom FC al een vaste waarde geworden op de linkerflank van het middenveld wat hem reeds meerdere malen de interesse van clubs uit hogere reeksen opleverde. Hij wordt dan ook aanzien als een van de sleutelspelers van het huidige Rupel Boom FC.

De fans doopten de snelle flankspeler om tot ‘Westi 17', een verwijzing naar zijn rugnummer.
Zijn huidige contract loopt nog tot 2011.

In het dagelijkse leven is Nick werkzaam als elektricien.
| Seizoen(en) | Club          | Land   | Competitie     | Weds | Goals |
| ----------- | ------------- | ------ | -------------- | ---- | ----- |
| 1999-2003   | Antwerp FC    | België | jeugd          |      |       |
| 2003-2004   | KFCO Wilrijk  | België | 1e Provinciale | ?    | ?     |
| 2004-2005   | KFCO Wilrijk  | België | Vierde klasse  | ?    | ?     |
| 2005-2006   | KFCO Wilrijk  | België | 1e Provinciale | ?    | ?     |
| 2006-2007   | Rupel Boom FC | België | Vierde klasse  | 25   | 11    |
| 2007-2008   | Rupel Boom FC | België | Derde klasse   | 26   | 11    |
| 2008-2009   | Rupel Boom FC | België | Derde klasse   | 28   | 2     |
| 2009-2010   | Rupel Boom FC | België | Derde klasse   | 32   | 3     |
| 2010-2011   | Rupel Boom FC | België | Tweede klasse  | 23   | 1     |
| 2011-2012   | Rupel Boom FC | België | Derde klasse   | ?    | ?     |
| 2012-2013   | Rupel Boom FC | België | Derde klasse   | 30   | 1     |
| 2013-2014   | Rupel Boom FC | België | Derde klasse   | 13   | 0     |

Laatst bijgewerkt: 18-11-2013